# Jean Fernel
Jean François Fernel (Fernelius, em latim) (1497, Montdidier—1558, Fontainebleau) foi um médico francês que cunhou o termo "fisiologia" para descrever o estudo das funções corporais. Foi a primeira pessoa a descrever o canal medular. A cratera lunar Fernelius foi batizada em sua homenagem.
Nos anos 1500s, Fernel sugeriu que a gordura poderia ativar as papilas gustativas humanas, mas os cientistas rejeitaram a ideia até que um estudo recente conduzido pela Purdue University em 2001 provou que isso era plausível.

## Histórico

Therapeutice, seu medendi ratio

Ele nasceu em Montdidier e após realizar a educação básica em sua cidade natal, entrou para o Colégio de Sainte-Barbe, Paris. Inicialmente, dedicou-se aos estudos matemáticos e astronômicos; sua Cosmolheoria (1528) regist(r)a a determinação com precisão de um grau do meridiano, a qual ele chegou contando as voltas das rodas de sua carruagem numa viagem entre Paris e Amiens.
Mas, a partir de 1534, ele passou a dedicar-se inteiramente à medicina, na qual se formou em 1530. Sua extraordinária cultura geral, o talento e o sucesso com os quais tentou reviver o estudo dos antigos médicos gregos, granjeou-lhe grande reputação e por fim, o cargo de médico da corte. Ele exerceu a profissão com grande êxito e, aquando sua morte, em 1558, deixou imensa fortuna.
Também escreveu Monalosphaerium, sive astrolabii genus, generalis horaril structura et USUS (1526), De proportionibus (1528), De evacuandi ratione (1545), De abditis rerum causis (1548) e Medicina ad Henricum II (1554).